# Amelie Schuster
Amelie Schuster (* 18. März 2004 in Fürth) ist eine deutsche Fußballspielerin.

## Karriere

### Vereine
Schuster aus dem Fürther Stadtteil Dambach stammend, spielte bereits im Alter von drei Jahren für die SG Quelle Fürth. In Ermangelung einer Mädchenmannschaft innerhalb des Vereins, und der Richtlinie des DFB, ab der Altersklasse U16 keine gemischten Mannschaften zuzulassen, wurde Schuster zur Saison 2020/21 vom FC Bayern München verpflichtet, für deren Zweite Mannschaft sie in der Staffel Süd der 2. Bundesliga zum Einsatz kommt. Ihr Debüt im Seniorinnenbereich gab sie am 11. Oktober 2020 (2. Spieltag) bei der 1:3-Niederlage im Heimspiel über 90 Minuten gegen den 1. FC Köln. Eine Woche später erzielte sie beim 2:2-Unentschieden im Auswärtsspiel gegen den FC Ingolstadt 04 mit dem Ausgleichstreffer zum 1:1 in der 33. Minute sogleich ihr erstes von drei Saisontoren in ihren ersten 16 Bundesligaspielen. Zu ihrem Bundesligadebüt kam sie am 27. März 2022 (18. Spieltag) beim 4:0-Sieg der ersten Mannschaft im Heimspiel gegen die SGS Essen mit Einwechslung für Lina Magull in der 79. Minute.
Auf die Saison 2023/24 hin wechselt sie zum FC Zürich Frauen.

### Nationalmannschaft
Schuster bestritt für die Nachwuchs-Nationalmannschaften der Altersklasse U15 und U16 innerhalb von zwei Jahren insgesamt acht Länderspiele. Ihr Debüt als Nationalspielerin gab sie am 25. April 2019 in Přeštice beim 4:0-Sieg im Testspiel gegen die U15-Nationalmannschaft Tschechiens. Für die U16-Nationalmannschaft debütierte sie am 5. November 2019 in Køge beim 6:1-Sieg über die Nationalmannschaft Dänemarks. Mit diesem Ergebnis wurde auch die Nationalmannschaft Sloweniens am 15. September 2021 in Wolgograd, in der Gruppe A3 der ersten Qualifikationsrunde für die Europameisterschaft 2022 in Tschechien, bezwungen, als sie in der U19-Nationalmannschaft debütierte.

## Auszeichnungen
- BLSV-Sportpreis-Trägerin 2020 in der Kategorie „Sportliche Leistungen“

## Sonstiges
Im Juli 2023 erlangte Schuster – gemeinsam mit ihren ehemaligen Mitspielerinnen des FC Bayern München II, Fiona Gaißer, Sonja Lux und Marlene Wild – am Gymnasium München-Nord das Abitur.